# Atto (książę Spoleto)
Atto or Hatto (ur. ? – zm. 663) – książę Spoleto w latach 653-663, następca Teodelapa.
Nic nie wiadomo o jego rządach z wyjątkiem tego, że jego następcą został Trazymund I hrabia Kapui.